# EXILE AKIRA
EXILE AKIRA（エグザイル アキラ、1981年8月23日 - ）は、日本のダンサー、俳優。EXILE、EXILE THE SECONDのメンバー。RATHER UNIQUEの元メンバー。
神奈川県大和市出生、静岡県磐田市出身。身長185cm。血液型はA型。妻は台湾人モデルの林志玲。

## 略歴
神奈川県大和市で生まれ、3歳から静岡県磐田市で暮らす。磐田市立富士見小学校、磐田市立城山中学校、磐田東高等学校を卒業。
小学3年からサッカーを始め、サッカー推薦で高校に進学。イギリス遠征も経験したが、レギュラーではなかったことから高校3年で辞める。サッカー推薦で大学に内定していたが辞退し、16歳から始めていたダンスに移行。18歳の時に上京した。
2002年、クラブのイベントで踊っていたところ、偶然見ていたEXILEのメンバーUSAとMAKIDAIから声を掛けられる。
2003年、上記2名らとRATHER UNIQUEを結成。同時期、ダンススクールEXPGの立ち上げにスタッフとして携わる。その後3年程はRATHER UNIQUEの活動とEXPGの仕事を並行していた。
2006年、TETSUYAらとKRUMPダンスチームRAG POUNDを結成。同年3月、舞台『あたっくNo.1』で俳優デビュー。同年6月6日、メンバーに誘われEXILEに加入。
2016年9月5日、EXILEの派生ユニットEXILE THE SECONDに加入。
2017年のLDH新体制においてグループ会社expgの取締役に就任したが、2023年10月の新体制ではLDH愛夢悅の代表取締役社長CEOに就任した。
2024年8月、自身が五郎丸歩とともに発起人として、一般社団法人『Future Innovation Lab』を設立した、理事を務める。

## 人物
- 芸名の「AKIRA」は地元の先輩ダンサーが「アキラっぽい」という印象で名付けた[1]。

### 家族
- 姉が1人いる[16]。
- 2019年6月6日、台湾のモデル兼女優の林志玲と結婚[17]。2011年の舞台『レッドクリフ 〜愛〜』での共演を機に知り合い、長年友人関係にあった。2018年末頃から半年の交際期間を経て結婚に至った[17]。同年11月17日に台南市の全台呉氏大宗祠で挙式を、台南市美術館で披露宴を行った[18]。2022年1月31日に第1子男児の誕生を発表した[19]。

## 参加グループ
- RATHER UNIQUE（2003年 - 2006年9月）
- RAG POUND（2006年）
- EXILE（2006年6月 - ）
- EXILE THE SECOND（2016年9月 - ）

## 出演

### テレビドラマ
- Around40〜注文の多いオンナたち〜（2008年4月 - 6月、TBS） - 緒方達也 役
- 遠まわりの雨（2010年3月27日、日本テレビ） - 菊池康 役
- タンブリング（2010年4月 - 6月、TBS） - 柏木豊 役
- 大河ドラマ「江〜姫たちの戦国〜」（2011年、NHK） - 豊臣秀勝 役
- 名探偵コナン 工藤新一への挑戦状 第1話（2011年7月7日、読売テレビ） - 坪内勇平 役
- 3.11 その日、石巻で何が起きたのか〜6枚の壁新聞（2012年3月6日、日本テレビ） - 水沼幸三 役
- GTO（2012年7月 - 9月、関西テレビ） - 主演・鬼塚英吉 役
  - GTO 秋も鬼暴れスペシャル（2012年10月2日）
  - GTO 正月スペシャル! 冬休みも熱血授業だ（2013年1月2日）
  - GTO 完結編 〜さらば鬼塚! 卒業スペシャル〜（2013年4月2日）
  - GTO TAIWAN（2014年3月22日 - 、GTV総合）
  - GTO（第2期）（2014年7月 - 9月）
- ビブリア古書堂の事件手帖（2013年1月 - 3月、フジテレビ） - 五浦大輔 役
- ハニー・トラップ（2013年10月 - 12月、フジテレビ） - 主演・美山悠一 役
- ビンタ!〜弁護士事務員ミノワが愛で解決します〜 第3話（2014年10月16日、読売テレビ） - ピザ屋 役
- このミステリーがすごい! ベストセラー作家からの挑戦状「ダイヤモンドダスト」（2014年12月29日、TBS） - 主演・奥脇巧 役
- HEAT（2015年7月 - 9月、関西テレビ） - 主演・池上タツヤ 役[20]
- HiGH&LOW〜THE STORY OF S.W.O.R.D.〜（2015年10月 - 12月、日本テレビ） - 琥珀 役
  - HiGH&LOW Season2（2016年4月 - 6月）
- ナイトヒーロー NAOTO 第2話・第5話（2016年4月 - 5月、テレビ東京） - エンディングダンス[21]
- 刑事ゆがみ 第9話（2017年12月7日、フジテレビ） - 寄道 役[22]

### 配信ドラマ
- 3枚目のボディガード 〜ボクはキミだけを守りぬく〜（2011年6月 - 8月、BeeTV） - 警官 役

### 映画
- 花より男子F（2008年） - サニー 役
- 山形スクリーム（2009年） - 三太郎 役
- ちゃんと伝える（2009年） - 主演・北史郎 役
- レジェンド・オブ・フィスト 怒りの鉄拳（2010年） - 佐々木 役
- 半次郎（2010年） - 主演・永山弥一郎 役
- ワーキング・ホリデー（2012年） - 主演・沖田大和 役
- 草原の椅子（2013年） - 鍵山 役
- アンフェア the end（2015年） - 武部将臣 役
- ROAD TO HiGH&LOW（2016年） - 琥珀 役
  - HiGH&LOW THE MOVIE（2016年）
  - HiGH&LOW THE RED RAIN（2016年） - カメオ出演
  - HiGH&LOW THE MOVIE 2 / END OF SKY（2017年）
  - HiGH&LOW THE MOVIE 3 / FINAL MISSION（2017年）
- 沈黙 -サイレンス-（2017年） - 牢役人  役[23]
- たたら侍（2017年） - 尼子真之介 役
- この道（2019年） - 主演・山田耕筰 役
- 峠 最後のサムライ（2022年） - 山本帯刀 役[24]

### 短編映画
- CINEMA FIGHTERS「キモチラボの解法」（2018年） - 主演・マイスター 役
- その瞬間、僕は泣きたくなった-CINEMA FIGHTERS project-「Beautiful」（2019年） - 主演・光司 役

### 舞台
- HEART of GOLD 〜STREET FUTURE OPERA BEAT POPS〜（2004年9月）
- 劇団方南ぐみ「あたっくNo.1」（2006年3月）[25]
- 劇団EXILE 第一回公演「太陽に灼かれて」（2007年9月20日 - 10月8日） - セイジ 役
- 劇団EXILE 第三回公演「Words〜約束/裏切り〜すべて、失われしもののため…」（2009年10月29日 - 11月23日） - 主演・ジン 役
- 劇団EXILE W-IMPACT「レッドクリフ 〜愛〜」（2011年8月8日 - 31日） - 主演・周瑜 役

### テレビ番組
- 〜夢のオーディションバラエティー〜Dreamer Z（2021年10月  - 2023年3月、テレビ東京）

台湾
- EXILE TRIBE entertainment（2021年7月 - 2022年2月、MOMOTV）[26][27]
- 神秘五金行（2023年5月 - 8月、衛視中文台、Disney+）[28][29]

### 配信番組
- Call Me By Fire 4（2024年8月 - 10月、Mango TV）[30]

### ラジオ
- SESSIONS 4（2006年 - 2007年、NORTH WAVE）
- RADIO MASHUP（2010年10月 - 2012年12月、FMヨコハマ）[31]

### CM
- CHINTAI（2009年8月 - 2011年12月）
- キリンビバレッジ「Mets」（2010年）
- キリンビバレッジ「大人のキリンレモン」（2011年）
- GREE「聖戦ケルベロス」（2011年11月 - 2012年）
- NTTコミュニケーションズ「050plus」（2011年11月 - 2013年）
- TOYOTA「WISH」（2012年）
- 富士通「FMV」（2012年）
- 日本コカ・コーラ「コカ・コーラ ゼロ」（2013年）
- 久光製薬「エアーサロンパス」（2013年 - 2014年）
- ACジャパン「エイズ予防財団」（2013年）
- 洋服の青山「AOYAMA PRESTIGE TECHNOLOGY」（2016年、2017年）[32]
- フジテレビジョン「ダイハツ キュリオス」（2017年）[33]
- 日清「カップヌードル」（2018年）[34]
- NTTドコモ（2019年）[35]

台湾
- 御茶園（2021年）[36]
- 新光三越（2022年 - ）[37]
- 燦坤（2023年）[38]

### テレビアニメ
- エグザムライ（2008年） - AKIRA 役

### 吹き替え
- マッドマックス 怒りのデス・ロード（2015年） - マックス・ロカタンスキー（トム・ハーディ） 役[39]

### ミュージックビデオ
- YA-KYIM「Happy the globe PART II」（2005年）
- EXILE THE SECOND「YEAH!! YEAH!! YEAH!!」（2016年）[40]
- EXILE THE SECOND「Shut up!! Shut up!! Shut up!!」（2016年）
- RED DIAMOND DOGS 「RED SOUL BLUE DRAGON」（2018年）[41]
- 三代目J SOUL BROTHERS「冬空/White Wings」（2019年）

### ランウェイ
- RALPH LAUREN創設50周年イベント（2018年9月7日）[42]

### その他
- 島根県観光プロモーション「ご縁の国しまね」イメージキャラクター（2015年6月 - 2018年6月）[43]
- ラルフローレン アンバサダー（2017年 - ）[44]
  - パープルレーベル イメージモデル（2018年春[45]、2019年春夏）[46]
  - パープルレーベル グローバルモデル（2019年秋冬[47]、2024年春）[48]
  - パープルレーベル オードトワレ グローバルアンバサダー、イメージモデル（2020年 - 2022年）[49]
- MIFUNE: THE LAST SAMURAI ナレーション（2018年）[50]
- ショートショートフィルムフェスティバル in ハリウッド アンバサダー（2019年）[51]
- ホテル「W Osaka」ブランドアンバサダー（2021年）[52]
- ミス・パリ・グループ「男のエステ ダンディハウス」ブランドキャラクター（2021年 - 2024年）[53]
- 静岡いわたPR大使（2022年 - ）[54]
- ウブロ 台湾日本人PRアンバサダー（2022年）[55]
- 東京コミックコンベンション2022 アンバサダー（2022年）[56]
- YKK AP 台湾 イメージキャラクター（2023年）[57]
- ジョニー・ウォーカー 台湾 キャンペーン・キャラクター（2023年）[58]
- ジンズ 台湾 2023年秋冬シリーズ イメージキャラクター（2023年）[59]
- YAMADA山田空調 イメージキャラクター（2023年 - ）[60][61]

## イベント
- 写真展「THE FOOL PHOTO ART GALLERY」（2018年9月14日 - 17日）[62]
- EXILE AKIRA SPECIAL FANCLUB EVENT『HIGHER GROUND』（2022年6月5日）[63]

## 作品

### 映像作品
- THE FOOL MOVIE 〜Raw to Refined〜（2019年2月6日）[64]
- THE FOOL MOVIE 2 〜THE FOOLS〜（2019年12月18日）[65]

### 作詞
- EXILE AKIRA『THE FOOL MOVIE 2 〜THE FOOLS〜』（2019年12月18日）
  - 「THE FOOL」

### 参加作品
- MABU「パーフェクトロマンス feat. EXILE ATSUSHI」（2021年12月10日）[66]

### プロデュース
- EXILE「PARTY ALL NIGHT 〜STAR OF WISH〜」 (Lyric Video) （2018年）[67]

## 書籍
- THE MAN OF EXILE AKIRA 2006-2016（2017年6月6日、LDH）ISBN 978-4908200069
- THE FOOL 愚者の魂（2018年8月23日、毎日新聞出版）[62] ISBN 978-4620325156
  - THE FOOL 愚者の魂【毎日文庫】（2022年3月19日）[68] ISBN 9784620210421

### 写真集
- AKIRA LA（2014年9月22日、LDH） ISBN 978-4908200007
- EXISTENCE 実存（2022年12月20日、blueprint）

## 受賞
- 第19回日本映画批評家大賞 新人賞『ちゃんと伝える』（2010年）[69][70]
- WEIBO MUSIC AWARDS 2024 海外人気アーティスト賞（2024年）[71]
- SOHU FASHION AWARDS 2024 人気アーティスト 番組ブレイク大賞（2024年）[72]
- Weibo日本年度ベストパフォーマー賞（2025年）[73]